# Konstanty Korzeniowski
Konstanty Korzeniowski (ur. 18 czerwca 1900, zm. 12 września 1939 w Czaplakach) – starszy sierżant pilot Wojska Polskiego. 

## Życiorys
Służył w stopniu podoficera zawodowego w 3 pułku lotniczym, który stacjonował w Poznaniu. Uczestniczył w wojnie polsko-bolszewickiej jako lotnik w Eskadrach Wielkopolskich, po zakończeniu działań wojennych powrócił do 3 pułku lotniczego i latał w eskadrach liniowych. Walczył w kampanii wrześniowej jako pilot 31 eskadry rozpoznawczej, która podlegała dowódcy lotnictwa Armii Karpaty. 
12 września 1939 wchodził w skład załogi złożonej z porucznika obserwatora Leona Nowickiego i plutonowego podchorążego rezerwy obserwatora Mariusza Pszennego. Wystartowali na samolocie PZL.23 Karaś z lotniska Batiatycze k. Kamionki Strumiłowej w lot bojowy, aby zbombardować hitlerowskie jednostki pancerne znajdujące się na szosie z Jarosławia do Lubaczowa. Po wykonaniu zadania samolot został zaatakowany przez myśliwce Luftwaffe i celnie ostrzelany. Spadł w lesie przylegającym do wsi Czaplaki, cała załoga poległa. Spoczęli w bratniej mogile na cmentarzu w Lubaczowie.

## Odznaczenia
- Krzyż Walecznych – pośmiertnie 1947[1].
- Brązowy Krzyż Zasługi – 1938[2]